# Seremban

Gata i Seremban.

Seremban är en stad i västra Malaysia, och är belägen på den södra delen av Malackahalvön. Den är administrativ huvudort för delstaten Negeri Sembilan och hade 290 709 invånare vid folkräkningen 2000. Seremban är samtidigt administrativ huvudort för ett av delstatens sju distrikt, med samma namn som staden. Seremban fick kommunrättigheter 1979 och fulla stadsrättigheter den 9 september 2009.